# Alessandro Casolani

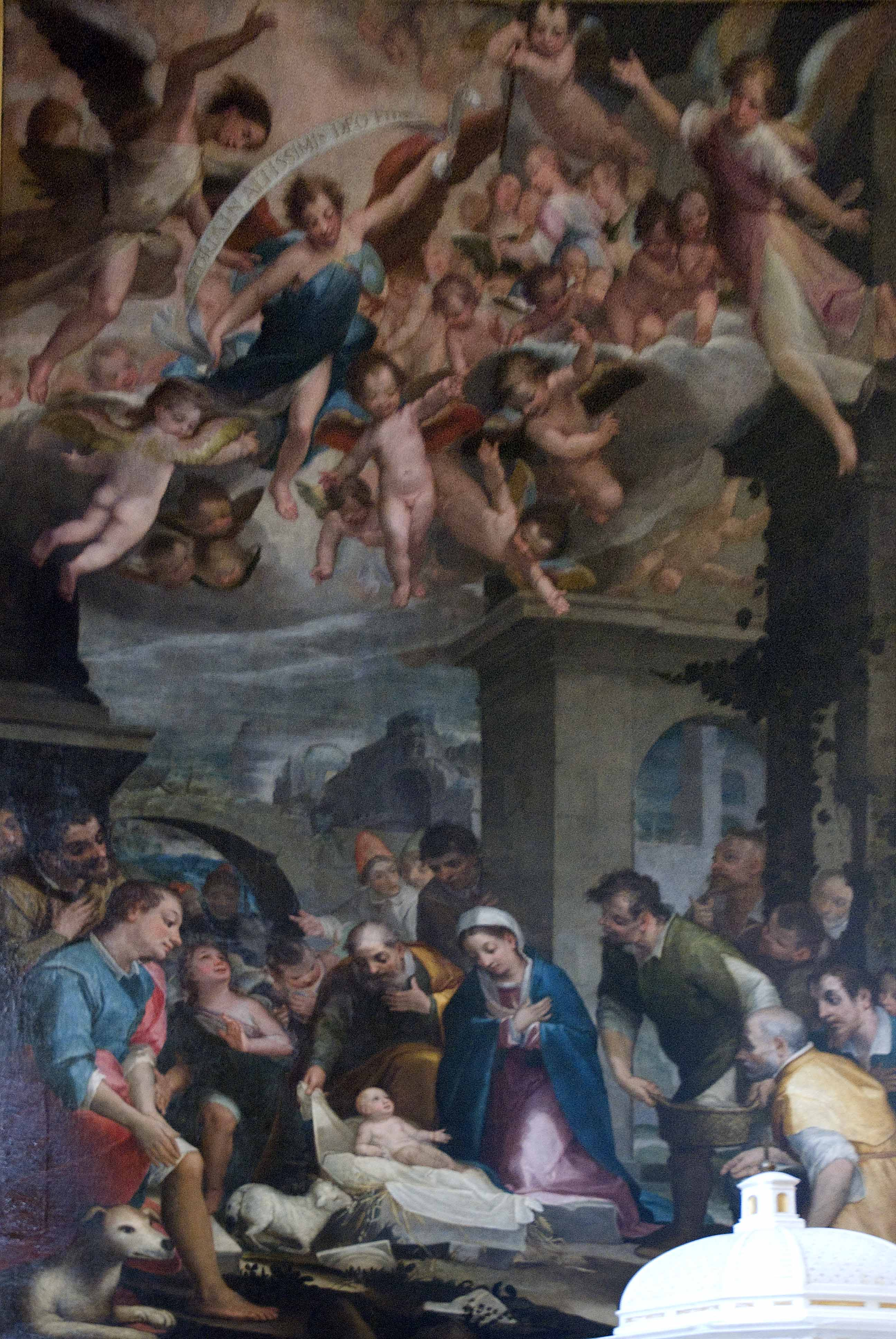
Nativité et adoration des bergers.

Alessandro Casolani ou Casolano ou Alessandro della Torre (Mensano, 1552 - Sienne, 1606) est un des derniers peintres italiens de l'école siennoise de la Renaissance.

## Biographie
Élève de Arcangelo Salimbeni et de Cristoforo Roncalli, ses œuvres se trouvent principalement dans les églises de Sienne, les musées de la ville, dont la fondation Monte dei Paschi di Siena, et quelques-unes sont conservées à Naples et à Gênes.
Bernardino Capitelli, Sebastiano Folli Vincenzo Rustici  et  Giovanni Bilivert furent de ses élèves.
Son fils Ilario Casolano fut également peintre.

## Œuvres
- Ange annonciateur et Vierge annoncée, éléments de retables, huile sur toile, conservés à la Banque Monte dei Paschi di Siena[2] ;
- Le Christ bénissant, Santa Maria della Scala en 2006 ;
- Dame en rouge avec un petit chien, huile sur toile, 112 × 90 cm, Galerie du Palais Mozzi Bardini, Florence. Exposé à Rouen en 2006[3]
- Les Cavaliers de l'Apocalypse et L'Ouverture du cinquième sceau, tympans (1600-1601), Oratorio della S.S. Trinità, pour la Contrada di Valdimontone (du bélier) :
- Tableaux signés au Santuario-Casa di Santa Caterina ;
- Portrait de femme de profil, Cleveland Museum of Art :
- Nativité et Adoration des bergers et Transito della Beata vergine Maria, collegiata di Radicondoli ;
- Adoration de l'Enfant, Duomo de Sienne :
- Crucifixion avec la Vierge Marie, saint Jérôme, saint François et le donateur Andrea Francesco Maria Piccolimini, évêque de Pienza et Montalcino (1583), Musée d'Art Sacré de Grosseto ;
- Nombreux dessins au  département des Arts graphiques du musée du Louvre, à Paris.
- Christ en Croix, Saint Jean, Homme nu, Musée Magnin, Dijon
- L’Évanouissement de la Vierge, huile sur bois, 15 x 10 cm, musée des Beaux-Arts d’Orléans (disparu durant la Seconde Guerre mondiale)[4].

## Sources
- (en) Cet article est partiellement ou en totalité issu de l’article de Wikipédia en anglais intitulé « Alessandro Casolano » (voir la liste des auteurs).